# Condado de Torre Saura
El condado de Torre Saura es un título nobiliario español creado por el rey Fernando VII en favor de Bernardo Ignacio de Olives y de Olives, con el vizcondado previo de San Felipe, mediante real decreto del 7 de octubre de 1818 y despacho expedido el 21 de diciembre del mismo año.

## Condes de Torre Saura
|                           | Titular                           | Periodo                   |
| Creación por Fernando VII | Creación por Fernando VII         | Creación por Fernando VII |
| ------------------------- | --------------------------------- | ------------------------- |
| I                         | Bernardo de Olives y de Olives    | 1818-1854                 |
| II                        | Bernardo de Olives y de Squella   | 1855-1864                 |
| III                       | Bernardo de Olives y de Saura     | 1864-1876                 |
| IV                        | Gabriel de Olives y de Saura      | 1877-1902                 |
| V                         | Bernardo de Olives y de Olives    | 1902-1966                 |
| VI                        | José María de Olives y de Ponsich | 1967-1995                 |
| VII                       | Carlos de Salort y de Olives      | 1996-1999                 |
| VIII                      | Carlos de Salort y Sintes         | 1999-hoy                  |

## Historia de los condes de Torre Saura
- Bernardo Ignacio de Olives y de Olives (Ciudadela, 17 de septiembre de 1767-Ciudadela, 8 de febrero de 1854), I conde de Torre Saura, jurado militar (1793, 1796 y 1799).[1]

Casó el 6 de diciembre de 1795, en Ciudadela, con Rafaela Squella y de Olives, hija de Gabriel Squella y Carreras y de Mariana de Olives y Martorell. Le sucedió su hijo:
- Bernardo Magín de Olives y Squella (Ciudadela, 17 de agosto de 1796-Ciudadela, 8 de febrero de 1864), II conde de Torre Saura, gentilhombre de cámara.[3]

Casó el 27 de enero de 1818, en Ciudadela, con dispensa por parentesco de 2.° grado de consanguinidad, con Francisca de Olives y Seguí, natural de Mahó, hija de Guillermo de Olives y de Olives, hermano del I conde, y su esposa Catalina Seguí y Seguí. El 22 de diciembre de 1864 le sucedió su nieto, hijo de Bernardo Ignacio de Olives y Olives (1824-1859) y su esposa Carolina de Saura y Carreras:
- Bernardo Magín de Olives y de Saura (Ciudadela, 22 de junio de 1851-Ciudadela, 17 de diciembre de 1876), III conde de Torre Saura.[4]

Soltero, sin descendencia. El 13 de agosto de 1877 le sucedió su hermano menor:
- Gabriel de Olives y de Saura (Ciudadela, 29 de noviembre de 1854-Ciudadela, 23 de febrero de 1902), IV conde de Torre Saura, diplomático, destinado en Londres (1874), alcalde de Ciudadela y gentilhombre de cámara con ejercicio.[4]

Casó el 13 de abril de 1880, en Ciudadela, con María Dolores de Olives y de Magarola (n. 1859), hija de Bernardo José de Olives y de Vigo y de su esposa María Dolores de Magarola y de Sarriera. El 6 de agosto de 1902 le sucedió su hijo:
- Bernardo de Olives y de Olives (Ciudadela, 8 de febrero de 1881-Barcelona, 30 de marzo de 1966), V conde de Torre Saura, caballero de la Real Maestranza de Valencia (1909), de la Orden de Calatrava (1909) y de la Orden de Malta (1925), Gran Cruz del Mérito Militar con distintivo blanco, alcalde de Ciudadela.[5]

Casó el 29 de mayo de 1909, en Barcelona, con Pilar de Ponsich y de Sarriera (1887-1952), VII marquesa de Moya de la Torre, dama maestrante de Valencia, hija de José María de Ponsich y Castells y su esposa María del Milagro de Sarriera y de Milans. El 12 de mayo de 1967, previa orden del 14 de marzo del mismo año para que se expida la correspondiente carta de sucesión (BOE del día 23), le sucedió su hijo:
- José María de Olives y de Ponsich (Barcelona, 7 de junio de 1914-Barcelona, 17 de enero de 1995), VI conde de Torre Saura, VIII marqués de Moya de la Torre (1952), caballero maestrante de Valencia (1944), caballero de la Orden de Malta (1941), medalla de Sufrimientos por la Patria.[6]

El 6 de septiembre de 1996, previa orden del 23 de abril del mismo año para que se expida la correspondiente carta de sucesión (BOE del 14 de mayo), le sucedió un hijo de Carolina de Olives y de Olives, hija del IV conde, y su esposo Lorenzo de Salort y de Martorell:
- Carlos de Salort y de Olives (Ciudadela, 6 de marzo de 1913-20 de enero de 1999), VII conde de Torre Saura.[6]

Casó el 9 de septiembre de 1959, en Santa María del Pino (Barcelona), con María Auxiliadora Sintes Anglada (m. 2010). El 9 de marzo del 2000, previa orden del 14 de diciembre de 1999 para que se expida la correspondiente carta de sucesión (BOE del 14 de enero siguiente), le sucedió su hijo:
- Carlos Tomás de Salort y Sintes (n. Barcelona, 30 de junio de 1962), VIII conde de Torre Saura.[10]

Casó el 30 de agosto de 1999 con Mónica Pons Morales (n. 1971).